# Listă de filme cu ratingul 0% pe Rotten Tomatoes
Aceasta este o listă de filme cu ratingul 0% pe Rotten Tomatoes. Unele dintre aceste filme apar și în Lista celor mai proaste filme.

## Lista
| Film                                          | An   | # Recenzii | Ref.            |
| --------------------------------------------- | ---- | ---------- | --------------- |
| The Star                                      | 1952 | 5          | [ 5 ]           |
| Not as a Stranger                             | 1955 | 7          | [ 6 ]           |
| Alexander the Great                           | 1956 | 7          | [ 7 ]           |
| A Farewell to Arms                            | 1957 | 10         | [ 8 ]           |
| The Angry Red Planet                          | 1959 | 6          | [ 9 ]           |
| G.I. Blues                                    | 1960 | 5          | [ 10 ]          |
| It Started in Naples                          | 1960 | 5          | [ 11 ]          |
| A New Kind of Love                            | 1963 | 6          | [ 12 ]          |
| They Saved Hitler's Brain                     | 1963 | 5          | [ 13 ]          |
| The Horror of Party Beach                     | 1964 | 5          | [ 14 ]          |
| Orgy of the Dead                              | 1965 | 6          | [ 15 ]          |
| The Art of Love                               | 1965 | 6          | [ 16 ]          |
| Mars Needs Women                              | 1967 | 8          | [ 17 ]          |
| Good Times                                    | 1967 | 7          | [ 18 ]          |
| De Sade                                       | 1969 | 6          | [ 19 ]          |
| The Million Dollar Duck                       | 1971 | 5          | [ 20 ]          |
| The Brotherhood of Satan                      | 1971 | 5          | [ 21 ]          |
| The Thing with Two Heads                      | 1972 | 8          | [ 22 ]          |
| Gator                                         | 1976 | 5          | [ 23 ]          |
| Empire of the Ants                            | 1977 | 17         | [ 24 ]          |
| Billy Jack Goes to Washington                 | 1977 | 8          | [ 25 ]          |
| Tentacles                                     | 1977 | 7          | [ 26 ]          |
| The Bad News Bears Go to Japan                | 1978 | 15         | [ 27 ]          |
| The Toolbox Murders                           | 1978 | 5          | [ 28 ]          |
| The Villain                                   | 1979 | 7          | [ 29 ]          |
| Roller Boogie                                 | 1979 | 6          | [ 30 ]          |
| Nightwing                                     | 1979 | 5          | [ 31 ]          |
| Beyond the Poseidon Adventure                 | 1979 | 6          | [ 32 ]          |
| When Time Ran Out                             | 1980 | 5          | [ 33 ]          |
| Super Fuzz                                    | 1980 | 6          | [ 34 ]          |
| Inchon                                        | 1981 | 8          | [ 35 ]          |
| Under the Rainbow                             | 1981 | 5          | [ 36 ]          |
| The Incredible Shrinking Woman                | 1981 | 6          | [ 37 ]          |
| Heartbeeps                                    | 1981 | 5          | [ 38 ]          |
| Private Lessons                               | 1981 | 6          | [ 39 ]          |
| Megaforce                                     | 1982 | 12         | [ 40 ]          |
| Zapped!                                       | 1982 | 13         | [ 41 ]          |
| Staying Alive                                 | 1983 | 24         | [ 42 ]          |
| The Lonely Lady                               | 1983 | 10         | [ 43 ]          |
| Amityville 3-D                                | 1983 | 17         | [ 44 ]          |
| That Was Then... This Is Now                  | 1985 | 5          | [ 45 ]          |
| Rainbow Brite and the Star Stealer            | 1985 | 6          | [ 46 ]          |
| American Ninja                                | 1985 | 5          | [ 47 ]          |
| 8 Million Ways to Die                         | 1986 | 7          | [ 48 ]          |
| Rad                                           | 1986 | 5          | [ 49 ]          |
| Deadly Friend                                 | 1986 | 7          | [ 50 ]          |
| Firewalker                                    | 1986 | 10         | [ 51 ]          |
| King Kong Lives                               | 1986 | 9          | [ 52 ]          |
| Police Academy 4: Citizens on Patrol          | 1987 | 18         | [ 53 ]          |
| House II: The Second Story                    | 1987 | 9          | [ 54 ]          |
| Jaws: The Revenge                             | 1987 | 31         | [ 55 ]          |
| The Garbage Pail Kids Movie                   | 1987 | 11         | [ 56 ]          |
| Return of the Living Dead Part II             | 1988 | 15         | [ 57 ]          |
| Police Academy 5: Assignment Miami Beach      | 1988 | 6          | [ 58 ]          |
| Johnny Be Good                                | 1988 | 11         | [ 59 ]          |
| Mac and Me                                    | 1988 | 23         | [ 60 ]          |
| The Toxic Avenger Part II                     | 1989 | 8          | [ 61 ]          |
| Police Academy 6: City Under Siege            | 1989 | 7          | [ 62 ]          |
| House III                                     | 1989 | 7          | [ 63 ]          |
| Heart Condition                               | 1990 | 7          | [ 64 ]          |
| Loose Cannons                                 | 1990 | 17         | [ 65 ]          |
| Madhouse                                      | 1990 | 5          | [ 66 ]          |
| The NeverEnding Story II: The Next Chapter    | 1990 | 6          | [ 67 ]          |
| Highlander 2: The Quickening                  | 1991 | 23         | [ 68 ]          |
| Return to the Blue Lagoon                     | 1991 | 30         | [ 69 ]          |
| All I Want for Christmas                      | 1991 | 13         | [ 70 ]          |
| Once Upon a Crime                             | 1992 | 6          | [ 71 ]          |
| Prom Night IV: Deliver Us from Evil           | 1992 | 6          | [ 72 ]          |
| Deadfall                                      | 1993 | 5          | [ 73 ]          |
| Look Who's Talking Now!                       | 1993 | 23         | [ 74 ]          |
| Car 54, Where Are You?                        | 1994 | 14         | [ 75 ]          |
| Leprechaun 2                                  | 1994 | 15         | [ 76 ]          |
| It's Pat: The Movie                           | 1994 | 11         | [ 77 ]          |
| Wagons East!                                  | 1994 | 29         | [ 78 ]          |
| Jury Duty                                     | 1995 | 12         | [ 79 ]          |
| Leprechaun 3                                  | 1995 | 5          | [ 80 ]          |
| A Pyromaniac's Love Story                     | 1995 | 10         | [ 81 ]          |
| National Lampoon's Senior Trip                | 1995 | 7          | [ 82 ]          |
| The Big Green                                 | 1995 | 5          | [ 83 ]          |
| Big Bully                                     | 1996 | 8          | [ 84 ]          |
| Ed                                            | 1996 | 16         | [ 85 ]          |
| Plump Fiction                                 | 1996 | 5          | [ 86 ]          |
| Leprechaun 4: In Space                        | 1997 | 6          | [ 87 ]          |
| Beauty and the Beast: The Enchanted Christmas | 1997 | 7          | [ 88 ]          |
| Lulu on the Bridge                            | 1998 | 8          | [ 89 ]          |
| Slappy & the Stinkers                         | 1998 | 5          | [ 90 ]          |
| Simon Sez                                     | 1999 | 19         | [ 91 ]          |
| Shark Attack                                  | 1999 | 5          | [ 92 ]          |
| The Suburbans                                 | 1999 | 10         | [ 93 ]          |
| Foolish                                       | 1999 | 16         | [ 94 ]          |
| 3 Strikes                                     | 2000 | 29         | [ 95 ]          |
| Heavy Metal 2000                              | 2000 | 9          | [ 96 ]          |
| De Sade                                       | 2001 | 6          | [ 97 ]          |
| Teddy Bears' Picnic                           | 2002 | 19         | [ 98 ]          |
| Ballistic: Ecks vs. Sever                     | 2002 | 115        | [ 99 ]          |
| Cinderella II: Dreams Come True               | 2002 | 8          | [ 100 ]         |
| Merci Docteur Rey                             | 2002 | 22         | [ 101 ]         |
| Pinocchio                                     | 2002 | 55         | [ 102 ]         |
| K-9: P.I.                                     | 2002 | 6          | [ 103 ]         |
| Killing Me Softly                             | 2003 | 22         | [ 104 ]         |
| The Singing Forest                            | 2003 | 9          | [ 105 ]         |
| Superbabies: Baby Geniuses 2                  | 2004 | 45         | [ 106 ]         |
| Sex Lives of the Potato Men                   | 2004 | 13         | [ 107 ]         |
| Mulan II                                      | 2004 | 5          | [ 108 ]         |
| Constellation                                 | 2005 | 20         | [ 109 ]         |
| The Truth About Love                          | 2005 | 11         | [ 110 ]         |
| Kronk's New Groove                            | 2005 | 6          | [ 111 ]         |
| I'll Always Know What You Did Last Summer     | 2006 | 6          | [ 112 ]         |
| Karla                                         | 2006 | 12         | [ 113 ]         |
| The Fox and the Hound 2                       | 2006 | 8          | [ 114 ]         |
| The All Together                              | 2007 | 10         | [ 115 ]         |
| Redline                                       | 2007 | 27         | [ 116 ]         |
| Sarah Landon and the Paranormal Hour          | 2007 | 12         | [ 117 ]         |
| Scar                                          | 2007 | 18         | [ 118 ]         |
| One Missed Call                               | 2008 | 79         | [ 119 ]         |
| House                                         | 2008 | 12         | [ 120 ]         |
| Cover                                         | 2008 | 12         | [ 121 ]         |
| Long Weekend                                  | 2008 | 5          | [ 122 ]         |
| Strange Wilderness                            | 2008 | 44         | [ 123 ]         |
| Sagan                                         | 2008 | 11         | [ 124 ]         |
| A Beautiful Life                              | 2008 | 12         | [ 125 ]         |
| Surfer, Dude                                  | 2008 | 18         | [ 126 ]         |
| Echelon Conspiracy                            | 2009 | 12         | [ 127 ]         |
| Super Capers                                  | 2009 | 17         | [ 128 ]         |
| City Rats                                     | 2009 | 10         | [ 129 ]         |
| S. Darko                                      | 2009 | 7          | [ 130 ]         |
| Home                                          | 2009 | 5          | [ 131 ]         |
| Homecoming                                    | 2009 | 24         | [ 132 ]         |
| Transylmania                                  | 2009 | 19         | [ 133 ]         |
| Stolen                                        | 2009 | 20         | [ 134 ]         |
| Shank                                         | 2010 | 10         | [ 135 ]         |
| Fred: The Movie                               | 2010 | 13         | [ 136 ]         |
| Pimp                                          | 2010 | 13         | [ 137 ]         |
| Space Chimps 2: Zartog Strikes Back           | 2010 | 8          | [ 138 ]         |
| Kalamity                                      | 2010 | 17         | [ 139 ]         |
| Father of Invention                           | 2010 | 15         | [ 140 ]         |
| The Last Seven                                | 2010 | 8          | [ 141 ]         |
| The Nutcracker in 3D                          | 2010 | 30         | [ 142 ]         |
| An Invisible Sign                             | 2011 | 15         | [ 143 ]         |
| A Heartbeat Away                              | 2011 | 13         | [ 144 ]         |
| Bucky Larson: Born to Be a Star               | 2011 | 35         | [ 145 ] [ 146 ] |
| The Undefeated                                | 2011 | 15         | [ 147 ]         |
| Mercenaries                                   | 2011 | 7          | [ 148 ]         |
| Playback                                      | 2012 | 5          | [ 149 ]         |
| The Perfect Age of Rock 'n' Roll              | 2011 | 14         | [ 150 ]         |
| World of the Dead: The Zombie Diaries 2       | 2011 | 7          | [ 151 ]         |
| Swinging with the Finkels                     | 2011 | 19         | [ 152 ]         |
| Run for Your Wife                             | 2012 | 15         | [ 153 ]         |
| That's What She Said                          | 2012 | 11         | [ 154 ]         |
| Confession of a Child of the Century          | 2012 | 11         | [ 155 ]         |
| Keith Lemon: The Film                         | 2012 | 12         | [ 156 ]         |
| Elfie Hopkins                                 | 2012 | 15         | [ 157 ]         |
| Generation Um...                              | 2012 | 15         | [ 158 ]         |
| A Thousand Words                              | 2012 | 54         | [ 159 ]         |
| Last Ounce of Courage                         | 2012 | 15         | [ 160 ]         |
| Four Lovers                                   | 2012 | 10         | [ 161 ]         |
| General Education                             | 2012 | 14         | [ 162 ]         |
| Dark Tide                                     | 2012 | 19         | [ 163 ]         |
| Assassin's Bullet                             | 2012 | 14         | [ 164 ]         |
| For the Love of Money                         | 2012 | 7          | [ 165 ]         |
| Sir Billi                                     | 2012 | 5          | [ 166 ]         |
| InAPPropriate Comedy                          | 2013 | 5          | [ 167 ]         |
| The Starving Games                            | 2013 | 10         | [ 168 ]         |
| Stranded                                      | 2013 | 15         | [ 169 ]         |
| American Milkshake                            | 2013 | 5          | [ 170 ]         |
| Antisocial                                    | 2013 | 6          | [ 171 ]         |
| Mission Park                                  | 2013 | 5          | [ 172 ]         |
| Once Upon a Time in Brooklyn                  | 2013 | 6          | [ 173 ]         |
| I Spit on Your Grave 2                        | 2013 | 7          | [ 174 ]         |
| 10 Rules for Sleeping Around                  | 2014 | 7          | [ 175 ]         |
| War of the Worlds: Goliath                    | 2014 | 5          | [ 176 ]         |
| Best Night Ever                               | 2014 | 13         | [ 177 ]         |
| Persecuted                                    | 2014 | 13         | [ 178 ]         |
| Pudsey the Dog: The Movie                     | 2014 | 12         | [ 179 ]         |
| Behaving Badly                                | 2014 | 12         | [ 180 ]         |
| Cam2Cam                                       | 2014 | 5          | [ 181 ]         |
| I Am Happiness on Earth                       | 2014 | 5          | [ 182 ]         |
| Atlas Shrugged: Part III                      | 2014 | 10         | [ 183 ]         |
| But Always                                    | 2014 | 6          | [ 184 ]         |
| Raajneeti                                     | 2010 | 5          | [ 185 ]         |